# ロジャー堀

ロジャー堀 (ロジャーほり) は、日本の株式アナリスト。投資コンサルタント。
SRIや中小型成長株、システム運用などを中心とした、数多くの投資商品を手がけている。

## 来歴・人物
1985年から98年の13年間、大手証券会社、野村證券に勤務し、個人投資家向け営業、商品開発、アナリスト、デリバティブ、株式公開、M&Aを経験。その後は独立し、IT・玩具メーカー等の上場企業役員を歴任し企業成長、M&Aに注力する。
2001年、株式会社インデックス（現インデックス・ホールディングス）のIR室長。
2005年、株式会社タカラ（現タカラトミー）の取締役。2005年から2007年まで株式会社インデックス・ホールディングスの取締役。
2007年、株式会社東京マスコットマネジメント代表取締役。
2008年、株式会社日本マネジコを設立。現在は自社で上場企業向け勉強会主催、教育研修活動、メールマガジン配信や雑誌、書籍、アナリストレポートなどの執筆活動などを行っている。

## 著書
- yahoo!ファイナンス公式ガイド2000（共著/ソフトバンクパブリッシング）
- 勝つ！オンライントレード（共著/ソフトバンクパブリッシング）
- ウォール街があなたに知られたくないこと（監修/ソフトバンクパブリッシング）
- 投資4つの黄金則（監修/ソフトバンクパブリッシング）
- 新版10日で学ぶMBA（監修/ソフトバンクパブリッシング）
- 「3年で資産1億円」の築き方（著者/サンライズパブリッシング）